# Phare de Jaffa
Le phare de Jaffa est un phare inactif situé sur une colline au-dessus du vieux port de Jaffa dans le district de Tel Aviv de l'État d'Israël, sur la côte méditerranéenne.

## Histoire
Le phare de Jaffa a été construit par des ingénieurs français en 1865. Il a été construit dans le cadre des opérations menées par les autorités ottomanes pour améliorer les installations portuaires, principalement en raison de l'augmentation des exportations d'agrumes et surtout d'oranges, le bien connu "Jaffa orange".
En 1936, les Britanniques ont agrandi le port et reconstruit le phare. En 1965, le port d'Ashdod a été construit, en remplacement du port de Jaffa. En 1966, l'optique a été enlevée pour être utilisée dans le phare d'Ashdod et le phare de Jaffa a été désactivé. Le port de Jaffa devient un petit port d'artisanat et le phare sert toujours d'aide à la navigation maritime en tant que point de repère.
Le phare est apparu sur au moins deux timbres en Israël : le premier émis en 1965 et un autre émis le 26 novembre 2009.

## Description
Le phare est une tourelle cylindrique avec quatre contreforts de 10 m de haut, avec double galerie et lanterne. La tourelle est blanche avec deux larges bandes rouges. Il émettait, à une hauteur focale de 11 m, quatre éclats blancs toutes les 14 secondes.
Identifiant : ARLHS : ISR005 - Amirauté : N5962.5 - NGA : 113-21258 .
|                        |
| Le vieux port de Jaffa |

|          |
| Le phare |

### Lien connexe
- Liste des phares d'Israël